# Acynodon
Acynodon é um gênero extinto de crocodilo aligatoroide. Quando descrito pela primeira vez, ele foi colocado dentro da família Alligatoridae, mas desde então tem sido reclassificado como uma globidontan. É o globidontan mais antigo e primitivo conhecido até à data de hoje, sendo encontrado com os fósseis da França, Espanha, Itália e Eslovénia.
Acynodon apareceu pela primeira vez durante a fase campaniana do Cretáceo e foi extinto durante o evento de extinção Cretáceo-Terciário, na fronteira CT. O crânio é do Acynodon brevirostrine, que tinha um focinho curto e largo em comparação com outros aligatoroides conhecidos. Sua dentição era bastante derivada, com aumento dos dentes molariformes e falta de dentes maxilares, e com dentário em forma canina, presumivelmente uma adaptação para se alimentar de presas lentas e com cascas duras. O osteoderma paravertebral de Acynodon era distintamente do tipo dupla carapaça.